# Novoselivka, Lenine
Novoselivka (în ucraineană Новоселівка) este un sat în comuna Marfivka din raionul Lenine, Republica Autonomă Crimeea, Ucraina.

## Demografie
Componența lingvistică a localității Novoselivka
     Rusă (55,13%)
     Tătară crimeeană (38,46%)
     Ucraineană (1,28%)
     Română (1,28%)
Conform recensământului din 2001, majoritatea populației localității Novoselivka era vorbitoare de rusă (55,13%), existând în minoritate și vorbitori de tătară crimeeană (38,46%), ucraineană (1,28%) și română (1,28%).